# Hundemamachen
Hundemamachen ist ein kurzes, deutsches Stummfilmlustspiel aus dem Jahre 1919 mit Ossi Oswalda in der Hauptrolle.

## Handlung
Ossi spielt hier die Tochter einer Witwe. Sie besitzt eine Reihe von Hunden und muss sich, um für die Vierbeiner die Steuer aufbringen zu können, um eine Arbeitsstelle bemühen. Bei der Firma Brockmüller, deren Spezialität die Herstellung von Spitzen en gros ist, bewirbt sie sich als Sekretärin. Da sie jedoch als für zu hübsch befunden wird, schminkt sich Ossi auf hässlich. Daraufhin wird sie eingestellt. Juniorchef Karl Brockmüller lernt sie auf einer Eisenbahnfahrt kennen und verliebt sich sofort in die junge Sekretärin. Erst bei beider Verlobung erfährt er, dass das Hundemamachen identisch ist mit der im väterlichen Betrieb angestellten Sekretärin.

## Produktionsnotizen
Hundemamachen entstand Ende 1919 im Ufa-Union-Atelier in Berlin-Tempelhof, passierte die Filmzensur am 3. Januar 1920 und wurde mit Jugendverbot belegt. Die Uraufführung erfolgte am 13. Februar 1920 im U.T Kurfürstendamm. Der dreiaktige Film war in der Urfassung 853 Meter lang und wurde 1921, nach der zweiten Zensurprüfung, auf 781 Meter heruntergekürzt.

## Kritik
In Paimann’s Filmlisten ist zu lesen: „Humoristik und Szenerie sehr gut, Photos und Spiel ausgezeichnet.“